# Where Are Ü Now
Where Are Ü Now è un singolo dei DJ statunitensi Skrillex e Diplo, pubblicato il 21 aprile 2015 come secondo estratto dall'album in studio Skrillex and Diplo Present Jack Ü.

## Descrizione
Traccia conclusiva dell'album, Where Are Ü Now ha visto la partecipazione vocale del cantante canadese Justin Bieber, il quale, prima di presentarla a Skrillex e Diplo, ne ha composto una prima versione in sola voce e pianoforte intitolata The Most (versione successivamente inserita come bonus track dell'album di Bieber Purpose).
Il brano ha vinto nella categoria miglior brano dance ai Grammy Awards 2016 ed è stato inoltre inserito da Bieber nella lista tracce del suo quarto album in studio, Purpose.

## Promozione
Justin Bieber ha eseguito la canzone per la prima volta durante l'Ultra Music Festival con Skrillex e Diplo, ma ha avuto l'opportunità di presentarla in due concerti del tour mondiale di Ariana Grande, The Honeymoon Tour, rispettivamente a Miami e a Anaheim. Il brano è stato anche eseguito al Wango Tango 2015 e all'evento Live di Calvin Klein ad Hong Kong.

## Tracce
Download digitale – Remixes
1. Where Are Ü Now (with Justin Bieber) (Kaskade Remix) – 5:06
2. Where Are Ü Now (with Justin Bieber) (Rustie Remix) – 3:58
3. Where Are Ü Now (with Justin Bieber) (Marshmello Remix) – 3:26
4. Where Are Ü Now (with Justin Bieber) (Ember Island Remix) – 2:31

Download digitale – Live
1. Where Are Ü Now Live (with Justin Bieber) – 3:36

12"
- Lato A

1. Where Are Ü Now (with Justin Bieber) – 4:10
2. Where Are Ü Now (with Justin Bieber) (Kaskade Remix) – 5:06

- Lato B

1. Where Are Ü Now (with Justin Bieber) (Marshmello Remix) – 3:26
2. Where Are Ü Now (with Justin Bieber) (Ember Island Remix) – 2:31

## Successo commerciale
Il singolo ha in poco tempo scalato le classifiche di tutto il mondo fino a rientrare nella top ten di Australia, Danimarca, Finlandia, Svezia, Nuova Zelanda e Regno Unito e nella top 20 di Norvegia, Irlanda, Repubblica Ceca, Paesi Bassi e nel paese d'origine di Bieber, in Canada; in Italia il brano si è fermato invece alla 27ª posizione e ha ricevuto la certificazione di disco di platino. Per il cantante canadese questo costituisce il secondo suo singolo ad essere riuscito ad entrare nella top 10 britannica dopo il suo grande successo ottenuto con Boyfriend, nel 2012.

## Classifiche
| Classifica (2015) | Posizione massima |
| ----------------- | ----------------- |
| Australia         | 3                 |
| Austria           | 29                |
| Belgio (Fiandre)  | 15                |
| Belgio (Vallonia) | 11                |
| Canada            | 5                 |
| Danimarca         | 8                 |
| Finlandia         | 7                 |
| Francia           | 24                |
| Germania          | 33                |
| Irlanda           | 9                 |
| Italia            | 27                |
| Norvegia          | 12                |
| Nuova Zelanda     | 3                 |
| Paesi Bassi       | 9                 |
| Regno Unito       | 3                 |
| Repubblica Ceca   | 7                 |
| Spagna            | 38                |
| Stati Uniti       | 8                 |
| Svezia            | 6                 |
| Svizzera          | 28                |

## Date di pubblicazione
| Paese                 | Data di pubblicazione | Formati                     |
| --------------------- | --------------------- | --------------------------- |
| Stati Uniti d'America | 21 aprile 2015        | Airplay                     |
| Italia                | 1º maggio 2015        | Airplay                     |
| Mondo                 | 16 giugno 2015        | Download digitale – Remixes |
| Mondo                 | 18 febbraio 2016      | Download digitale – Live    |
| Mondo                 | 16 aprile 2016        | 12"                         |